# A Gentleman of France
A Gentleman of France, známý také pod názvy Monsieur Beaucaire: The Adventures of a Gentleman of France či The Great Sword Combat on the Stairs, je americký němý film z roku 1905. Režisérem je James Stuart Blackton (1875–1941). Film trvá asi pět minut.
Jedná se o první filmovou adaptaci románu Monsieur Beaucaire (1900) od Bootha Tarkingtona (1869–1946).

## Obsazení
| Paul Panzer | Monsieur Beaucaire |